# 原阿佐緒
原 阿佐緒（はら あさお、女性、1888年6月1日 - 1969年2月21日）は、日本の歌人である。下中弥三郎、与謝野晶子、斎藤茂吉、島木赤彦らに師事し、歌集「涙痕」「白木槿」「死を見つめて」「うす雲」を刊行。「大正の三閨秀歌人」の一人として、才能と美貌を称された。

## 来歴
1888年（明治21年）6月1日、宮城県黒川郡宮床村（現在の同県同郡大和町大字宮床）の地主で、塩や麹の販売を行う裕福な旧家の一人娘に生まれる。戸籍上は原 あさを（"阿佐緒"の他に"浅尾"や"阿さを"を当てることもあった）。宮床村尋常高等小学校、吉岡尋常高等小学校、角田尋常高等小学校に転校しながら学ぶ。
1900年、父の幸松が35歳で死去。阿佐緒13歳のとき。
1901年、仙台の宮城県立高等女学校（現在の宮城県宮城第一高等学校）に進学するが肋膜炎を患い３年次に中途退学。宮床で療養しながら多くの本を読み、漢詩や日本画を習う。快復後に上京し、母しげの希望で日本女子美術学校（現在の東京都立忍岡高等学校）で日本画を学ぶ。また、下中弥三郎から短歌の手ほどきを受ける。
美貌の持ち主であり、恋愛問題が生じ始める。妻子がある美術学校英語教員の小原要逸との仲が学校中で噂されて、1906年１月に奎文女子美術学校に転校した。しかし小原の強要によって妊娠し、絶望した阿佐緒は喉を切る自殺を図った。気を失ったが、竹内茂代（当時は井出姓）の治療で命を取り留めた。1907年、阿佐緒20歳にして長男（千秋）を出産。翌年、体裁を繕うため形ばかりの結婚披露宴を宮床で催したものの、元々妻子ある小原と別れた。
1909年（明治40年）、『女子文壇』に投稿した「この涙 つひにわが身を 沈むべき 海とならむを 想ひはじめ」が与謝野晶子に認められ天賞。同年、私立の宮城女学校（現在の宮城学院）の絵画教師となる。また、新詩社に入って与謝野晶子に師事、交流が始まる。そして『スバル』などに短歌を発表。『スバル』終刊後は1913年に『アララギ』の会員となり、今井邦子や三ヶ島葭子とともにアララギ女流の新鋭と見なされるようになる。
1913年5月、第1歌集「涙痕」を刊行。464首。与謝野晶子序文。
古泉千樫との相愛もあったが、1914年に初恋の人だった東京美術学校出身の洋画家庄子勇を選び婿養子として結婚。翌年一児（阿佐緒の次男・保美）をもうける。阿佐緒が生涯で、入籍し正式に結婚していた相手は庄子勇だけである。
1916年(大正5年)11月、第２歌集「白木槿」を刊行。444首。この年より斎藤茂吉に師事。
1917年、『アララギ』重鎮の歌人で、アインシュタインの相対性理論を学び日本に初めて紹介した物理学者の東北帝国大教授でもある石原純と知り合う。阿佐緒が異常妊娠の手術のため東北帝国大学付属病院に入院していたとき、「アララギの石原」として見舞ったのが始まりである。以後、阿佐緒は歌作の添削指導を受けるようになる。
売れない画家の庄子勇は病床の阿佐緒を見舞うこともなく、宮床とは距離を置きながら原家の財を浪費するなどし、結婚生活は破綻。1918年に協議離婚した。
妻子がありながら恋に堕ちた石原純に一方的に求愛されるも、真山孝治とも親交していた阿佐緒は拒否した。その旨、石原の妻にも明言していた。阿佐緒は仙台から宮床や東京の三ヶ島葭子の家にまで逃避していたが、追い求め続けた石原が自殺騒ぎを起こすなどしたため三ヶ島葭子ら周囲が阿佐緒を説得、1920年末に石原を受け入れ始める。1921年1月に阿佐緒と再会した古泉千樫は阿佐緒の好意が自分にあると思った古泉は喜んだが、旅行中に石原とのことを聞き、身を引く。同年3月、阿佐緒と石原は同居を始める。
帝大教授の石原には妻と5人の子があったため、二人の関係がスキャンダルとして同年7月に新聞報道され、問題となる。『アララギ』を揺るがす事件となり、島木赤彦や斎藤茂吉は石原に離縁を説得したものの受け入れなかった。同年8月に石原は東北帝国大学を辞職。各紙が『世間知らずの学者が「妖婦」に誘惑された』という論調で報道したことは、阿佐緒悪評の元になった。
1921年10月、第３歌集「死を見つめて」を刊行。530首。
地元紙の河北新報では、同年9月から一年間、360回にわたって阿佐緒と石原をモデルにした小説「蘭双紙」（巽そめ子作）を連載した。二人は千葉県の保田海岸へ逃れ、1922年には同地に石原が西村伊作設計の「靉日荘」を建て、同棲を続けた。この事件により阿佐緒は『アララギ』を破門され、石原も『アララギ』を脱会した。また、阿佐緒を擁護した古泉千樫、三ヶ島葭子も『アララギ』を離れることになった。1924年（大正13年）に北原白秋、前田夕暮、釈迢空らによって歌誌『日光』が創刊されると、『アララギ』から離れた四人とも参加に至った。
石原は阿佐緒に金の自由を与えず、阿佐緒は実家の母や子供たちに会うために故郷に帰ることも、1927年に急死した親友の三ヶ島葭子の葬儀に駆けつけることもできなかった。石原が別の女性に走ると、1928年9月に阿佐緒は石原に無断で保田の家を出て宮床に帰った。
1928年10月、第４歌集「うす雲」を刊行。 467首。石原純序文。装幀は画家中川一政。
疲弊しきった阿佐緒は11月に上京し、竹内茂代の病院で入院治療。かつて自殺未遂の際に命を取り留めた病院である。
1929年(昭和4年／41歳)５月、自選歌集「阿佐緒抒情歌集」を刊行(平凡社)。780首。平凡社社長になっていた下中弥三郎の勧めによる。山田耕筰が阿佐緒の短歌を選び、歌曲に仕上げた｢かなしくも さやかに(恋と ならぬ間に 捨てなんとさへ 惑ひぬるかな)」の楽譜も歌集に掲載された。装幀は中川一政。
1929年11月よりバー「ラ・パン」で働く。翌1930年3月に数寄屋橋に酒場を開いた。同年6月ついに石原と訣別し、大阪に転居した。数寄屋橋の店は翌年石原が売却した。大阪に転居後は梅田にてバー「阿佐緒の家」を始め、繁盛する。
1932年（昭和7年）、直木三十五の紹介で「大衆文芸映画社」に入社、自身の半生をもとに阿佐緒が原作を書き女優として主演したサイレント映画『佳人よ何処へ』（監督福西譲治）が製作され、同年6月1日に新興キネマが配給して公開された。同作の公開に先行し、阿佐緒が作詞し古賀政男が作曲・編曲、淡谷のり子が歌った同名の主題歌、および関種子が歌った関連曲『あけみの唄』を、日本コロムビアが同年5月に発売している。この映画によって、ちぢれ髪の「阿佐緒型」ヘアスタイルと「浮気」が当時の流行となった。
1934年9月、室戸台風で被災し、長年書き溜めた原稿をことごとく失う。翌1935年(47歳)、母しげが残る宮床の生家に帰郷した。『アララギ』への再帰も叶わず、歌壇から離れた。
1943年12月、母しげ死去。宮床の龍厳寺の亡夫幸松の墓に納骨。
1944年、東北アララギ会歌人扇畑利枝、宮床にはじめて阿佐緒を訪ねる。
1951年、阿佐緒の困窮を知った扇畑利枝が中心となり、阿佐緒の色紙・短冊の頒布会をつくる。翌1952年、仙台の「小梅林」で「原阿佐緒を囲む会」が開かれる。
1954年(66歳)、宮床を離れ、神奈川県足柄下郡真鶴町の次男保美夫婦に迎えられる。仙台駅で送別会が開かれた。『短歌研究』6月号に随筆「歌はぬ二十年」、８月号に「回想の三ヶ島葭子」を書く。
1959年、東京都杉並区永福町の保美夫婦の新居に移る。
1961年、仙台市の大年寺山の野草園前に第一歌碑「家毎に すももはな咲く みちのくの 春べをこもり 病みてひさしも」が建立され、６月の除幕式に原保美出席。宮床の生家の庭に第二歌碑「沢蟹を ここだ袂に入れもちて 耳によせきく生きのさやぎを」が建立され、７月の除幕式に阿佐緒が出席。いずれの歌も阿佐緒の自選。
1968年、歌人扇畑利枝が東京都杉並区永福町に阿佐緒を見舞う。
1969年（昭和44年）2月21日、心不全により死去した。満80歳没。宮床の龍厳寺の両親の墓の隣に納骨。墓碑銘は中川一政の書体による「阿佐緒墓」。戒名は阿佐緒自身が生前に決めていた「赤晃朗歌大姉位」。
1988年（昭和63年）仙台市と大和町で「原阿佐緒生誕百年祭」開催さる。南川ダム湖畔の宮橋公園内に第三歌碑「夕霧に わが髪はぬれ 月見草 にわにひらくを たちみつるかも」が建立される。
1990年（平成２年）宮床の白壁の生家を改修し、原阿佐緒記念館が開館。
1997年2月11日、テレビドラマ「美貌ゆえに波瀾の生涯 歌人原阿佐緒の恋」が放映。出演:斉藤由貴、原保美
没後50年の2019年7月、東北アララギ会により、歌人扇畑利枝の歌碑「草蘇鉄の 末枯れしさまも思ひ沁む 雪来る前の阿佐緒の生家」が原阿佐緒記念館に建立される。
長男は映画監督の原千秋、次男は俳優の原保美。原保美は画家中川一政の長女・桃子と結婚した。
歌集以外に雑誌等へ寄稿した短歌も多い。
阿佐緒の歌碑は上記の第一、第二、第三歌碑のほかにも、宮床歌の小径（宮床宝蔵そば）に２つの歌碑、旧宮床伊達家住宅そばに１つの歌碑が立っている。

## 人物
- 次男の原保美は『原阿佐緒のおもいで』(平成８年)で書いている。【テレビで母の一生をドラマ化する話がもちあがり、その脚本を書く早坂暁さんと、五十年以上も留守にした我が家を見に行くことになった。さすがに、懐かしさにおののきながら一歩踏み入れた私は、足の踏み場もない荒れ様に息をのんだ。幼い私が腹這いになって、ずり落ちる遊びを繰り返した階段はそのまま残っていた。化け物がでてきても差し支えないような暗い屋敷をとびだして、ほおーっと息をついた時、「何かを思い出しましたか？」と早坂さんが言った。「あの階段で祖母に叱られた母が私を抱いて泣きました」】
- 原桃(原保美の妻)は『原阿佐緒のおもいで』で、「お婆ちゃんは本当に子供のような人だったと思っています。お婆ちゃんのそこから 波瀾万丈の生活がはじまったものと思います。」と書いている。
- 自身に妻子あることを阿佐緒に伝えないままに親交を深め、一時交際していた古泉千樫は、阿佐緒宛の手紙の中で、「一方に拒絶しつつ一方に好意を見せながらぢらしつつ進むのはよくなし」と忠告している[7]。
- 小説家の宮本百合子は1929年3月17日の日記に書いている。【〔欄外に〕『婦人公論』安成二郎が原アサヲのことを書いた、「恋の見合」。面白く心持よくよんだ。彼としてよい作と思う。弱くて小さい原に対する男の、よい愛があらわれて居る。その妙な小ささなどが。彼女の周囲に男を引つけ、同時に彼女を不幸にもするのだと思う。】
- 『アララギ』同人の今井邦子は阿佐緒について、「性格がずゐぶん複雑で御自分でも統一しきれない事が有らうと恩はれます」と書いている[7]。
- 次男の妻、原桃子は『原阿佐緒 生誕百年記念』(昭和63年)にて、「本当に時代にさきがけて純粋な恋に生きた女だったのでしょうか。私にはどうしてもそれが信じられないのです。また妖婦とも毒婦とも私には思えないのです。」と書いた。また、「教師であった男性との最初のつまずき、それについても聞いたことがありました。［本当にあっという間の出来ごとだったの、あんなことで子供が出来るものなのかどうか、いまだに信じられない。］と母は申しました。それはボヤっとしていた娘が、暴力的に強引に犯されたということだったようです。」と書いた。
- （小野勝美著「原阿佐緒の歌」にて。）吉岡小学校時代の村田志んさんは語った。「阿佐緒は近くの町や村に芝居がかかっても友人とつれだって出かけることはありませんでした。いつも馬車や人力車に揺られ、使用人にともわれていきました。美しい花柄の振袖に人形を背負い、舞台の一番前でちょこんと座って観劇していた姿が忘れられません。」
- 「原阿佐緒　生誕百年記念」より、『（仙台の宮城県立高等女学校時代の）宿舎での同級生には角田市に住んでいられた大槻もとさんがおり、阿佐緒のことを懐かしそうに話してくれた。「丈の低いかわいらしい人、前髪を垂らしたハイカラさん。常にエビ茶の袴をはいていて、派手な着物を着ていたので同級生からは敬遠されていた。当時は細かい縞模様か絣(かすり)の木綿着だったからね」』
- 親友の三ヶ島葭子と二人きりのときの阿佐緒は飾り気なく、お人好しでのんびりしているが、男たちが訪れると、化粧も念入りに、身づくろいも華美になり、コケティッシュな魅力を振りまいた[15]。

## 著書
- 涙痕 歌集 東雲堂 1913
- 白木槿 歌集 東雲堂書店 1916

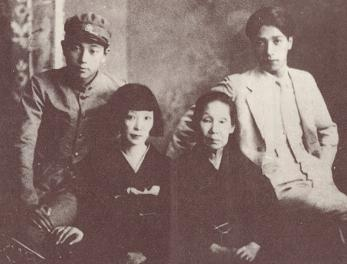
左から、保美、阿佐緒、しげ、千秋（1930年前後）。

- 死をみつめて 歌集 玄文社1921.10／短歌新聞社 1995.9 (短歌新聞社文庫)
- 原阿佐緒自伝・黒い絵具『婦人公論』1927.１〜12月号連載／ 西田耕三編・制作 耕風社 1997.8 (みやぎ文学館ライブラリー)
- うす雲 歌集 不二書房 1928
- 原阿佐緒抒情歌集 平凡社 1929
- 原阿佐緒全歌集 小野勝美編 至芸出版社 1978.6

## 作品

### 代表歌
この涙 つひにわが身を 沈むべき 海とならむを 想ひはじめ　[女子文壇][涙痕]
生きながら 針にぬかれし 蝶のごと 悶えつつなほ 飛ばむとそする  [涙痕]
かなしくも さやかに恋と ならぬ間に 捨てなんとさへ 惑ひぬるかな　[白木槿]
児の手とり かたくりの花 今日も摘む みちのくの山は 春日かなしき　[白木槿]
家毎に すももはな咲く みちのくの 春べをこもり 病みてひさしも　[死をみつめて]
沢蟹を ここだ袂に 入れもちて 耳によせきく 生きのさやぎを　[死をみつめて]
夕霧に わが髪はぬれ 月見草 にわにひらくを たちみつるかも　[死をみつめて]
笹倉の 秀嶺たまゆら 明らみて 時雨来たれば 空に虹見ゆ　[死をみつめて]
ここに来て 思ひはふかし ふるさとは 栗の実のゑむ 頃にてありしか　[うす雲]
ふるさとの 汽車に乗り合える人おほかた顔見知りゐてもの云ふ親しさ　[うす雲]
歌よみの 阿佐緒は遂に 忘られむか 酒場女とのみ しらるるはかなし　[黒い扉(改造社 現代短歌全集第十八巻／原阿佐緒全歌集)]

### 映画
- 佳人よ何処へ : 監督福西譲治、サイレント映画、製作大衆文芸映画社、配給新興キネマ、1932年6月1日公開 - 原作・主演（「島あけみ」役）

### 楽曲
すべて作詞である。
- 歌曲｢かなしくも さやかに」作曲 山田耕筰、歌集「阿佐緒抒情歌集」(平凡社)に楽譜掲載。1929年
- 恋人形の唄 : 作曲・編曲堀田公明、歌唱淡谷のり子、ポリドールレコード、1931年3月
- 佳人よ何処へ : 作曲・編曲古賀政男、歌唱淡谷のり子、日本コロムビア、1932年5月
- あけみの唄 : 作曲・編曲古賀政男、歌唱関種子、日本コロムビア、1932年5月
- 浪花小唄 : 作曲山野芳作、編曲奥山貞吉、歌唱かね本幾松、タイヘイレコード、1933年12月
- 山の娘 : 作曲・編曲・演奏高倉彰、歌唱三浦環、日本コロムビア、1940年7月
- 女声合唱曲「阿佐緒が歌によるコンポジション～家毎に～」作曲 本間雅夫、無伴奏女声合唱曲集「日本の響き２」全音楽譜出版社、2003年10月

## 原阿佐緒賞
1999年（平成11年）、原阿佐緒記念館開館10周年を記念して制定された、全国から広く短歌を募集する文学賞。 2000年（平成12年）6月に第一回の表彰式が執り行われ、以降毎年開催されている。